# Dwireć (obwód żytomierski)
Dwireć (ukr. Двірець) – wieś na Ukrainie, w obwodzie żytomierskim, w rejonie żytomierskim. W 2001 roku liczyła 534 mieszkańców.